# Ушиці
Ушиці (пол. Uszyce) — село в Польщі, у гміні Гожув-Шльонський Олеського повіту Опольського воєводства.
Населення — 860 осіб (2011).
У 1975—1998 роках село належало до Ченстоховського воєводства.

## Демографія
Демографічна структура станом на 31 березня 2011 року:
|          | Загалом | Допрацездатний вік | Працездатний вік | Постпрацездатний вік |
| -------- | ------- | ------------------ | ---------------- | -------------------- |
| Чоловіки | 442     | 86                 | 310              | 46                   |
| Жінки    | 418     | 63                 | 265              | 90                   |
| Разом    | 860     | 149                | 575              | 136                  |